# Liste der Monuments historiques in Mornac-sur-Seudre
Die Liste der Monuments historiques in Mornac-sur-Seudre führt die Monuments historiques in der französischen Gemeinde Mornac-sur-Seudre auf.

## Liste der Bauwerke
| Bezeichnung      | Beschreibung                  | Standort | Kennzeichnung | Schutzstatus   | Datum     | Bild           |
| ---------------- | ----------------------------- | -------- | ------------- | -------------- | --------- | -------------- |
| Kirche St-Pierre | Erbaut ab dem 11. Jahrhundert | (Lage)   | PA00104817    | Classé Inscrit | 1948 1952 | weitere Bilder |

## Liste der Objekte
| Bezeichnung              | Beschreibung                           | Standort                       | Kennzeichnung | Schutzstatus | Datum | Bild           |
| ------------------------ | -------------------------------------- | ------------------------------ | ------------- | ------------ | ----- | -------------- |
| Gemälde Verkündigung     | Öl auf Leinwand, 19. Jahrhundert       | in der Kirche St-Pierre (Lage) | PM17001466    | Inscrit      | 1985  |                |
| Taufbecken               | Stein, 12. oder 13. Jahrhundert        | in der Kirche St-Pierre (Lage) | PM17001467    | Inscrit      | 1985  | weitere Bilder |
| Austernboot La Salicorne | Couralin; Rüster und Kiefernholz, 1973 | im Hafen (Lage)                | PM17002169    | Inscrit      | 2009  |                |